# Touyre
A Touyre folyó Franciaország területén, a Hers-Vif bal oldali mellékfolyója.

## Földrajzi adatok
Ariège megyében ered a Pireneusokban 1870 m magasan, és Lagarde-nél torkollik a Hers-Vif-be. Az átlagos vízhozama 1,98 m³ másodpercenként, hossza 39,2 km. Vízgyűjtő területe 111 km².

## Megyék és városok a folyó mentén
- Ariège: Montferrier, Villeneuve-d’Olmes, Régat, Léran és Saint-Quentin-la-Tour